# Darren Fletcher
Darren Fletcher, född 1 februari 1984 i Dalkeith, är en skotsk före detta fotbollsspelare.
Fletcher var under tonåren betraktad som en mycket talangfull offensiv högerytter, men utvecklades senare till att kunna användas på mittfältets samtliga positioner. Fletcher har, trots sina unga år, förärats med att bära kaptensbindeln i det skotska landslaget ett antal gånger.

## Karriär
Den 13 december 2011 tog Fletcher en långvarig paus från fotbollen, p.g.a. hälsomässiga skäl.
Den 1 juni 2017 värvades Fletcher av Stoke City, där han skrev på ett tvåårskontrakt. Efter säsongen 2018/2019 lämnade Fletcher klubben.